# Campos dos Goytacazes (tiểu vùng)
Campos dos Goytacazes là một tiểu vùng thuộc bang Rio de Janeiro, Brasil. Tiều vùng này có diện tích 7145 km², dân số năm 2007 là 524181 người.